# Rudolf Schmid
Rudolf Schmid (Liezen, 21 marzo 1951 – Oberwart, 21 ottobre 2014) è stato uno slittinista austriaco.
Era fratello minore di Manfred, a sua volta ex slittinista di alto livello, medaglia d'oro nel singolo e argento nel doppio alle Olimpiadi di Grenoble 1968.
È morto nel 2014 all'età di 63 anni a seguito di una caduta in bicicletta.

## Carriera
Gareggiò per la nazionale austriaca sia nel singolo che nel doppio, ottenendo i suoi più importanti risultati nella specialità biposto insieme a Franz Schachner e, dopo il ritiro di quest'ultimo avvenuto all'indomani dei Giochi di Innsbruck 1976, fece successivamente coppia con Reinhold Sulzbacher ed Albert Graf.
In Coppa del Mondo disputò solo la stagione d'esordio della manifestazione nel 1977/78 e conquistò il suo primo ed unico podio il 29 gennaio 1978 nel doppio ad Igls.
Prese parte a due edizioni dei Giochi olimpici invernali, entrambe le volte in tutte e due le specialità: a Sapporo 1972 concluse sedicesimo nel singolo e nono nel doppio e ad Innsbruck 1976 colse la nona piazza nella prova individuale e vinse la medaglia di bronzo nella gara a coppie.
Prese parte altresì a sette edizioni dei campionati mondiali, ottenendo le medaglie di bronzo nel doppio a Schönau am Königssee 1974 e ad Hammarstrand 1975, mentre nel singolo il suo risultato migliore fu il settimo posto a Schönau am Königssee 1974. Nelle rassegne continentali vinse la medaglia d'argento nel doppio ad Hammarstrand 1970 ed il bronzo nel singolo nelle edizioni di Schönau am Königssee 1973 ed Imst 1974.
Si ritirò dalle competizioni dopo i campionati europei di Hammarstrand 1978.

## Palmarès

### Olimpiadi
- 1 medaglia:
  - 1 bronzo (doppio ad Innsbruck 1976).

### Mondiali
- 2 medaglie:
  - 2 bronzi (doppio a Schönau am Königssee 1974; doppio ad Hammarstrand 1975).

### Europei
- 3 medaglie:
  - 1 argento (doppio ad Hammarstrand 1970);
  - 2 bronzi (singolo a Schönau am Königssee 1973; singolo ad Imst 1974).

### Coppa del Mondo
- 1 podio (nel doppio):
  - 1 terzo posto.